# Massoulès
Massoulès település Franciaországban, Lot-et-Garonne megyében. Lakosainak száma 201 fő (2022. január 1.). Massoulès Saint-Amans-du-Pech, Saint-Beauzeil, Valeilles, Auradou, Frespech, Massels és Penne-d’Agenais községekkel határos.

## Népesség
A település népességének változása:
| Lakosok száma | 172  | 204  | 186  | 202  | 198  | 204  | 215  | 217  | 216  | 201  |
|               | 1968 | 1982 | 1990 | 2006 | 2013 | 2015 | 2017 | 2019 | 2020 | 2022 |